# Ptyonoprogne rupestris
La  rondine montana  (Ptyonoprogne rupestris Scopoli, 1769) è un uccello della famiglia Hirundinidae.

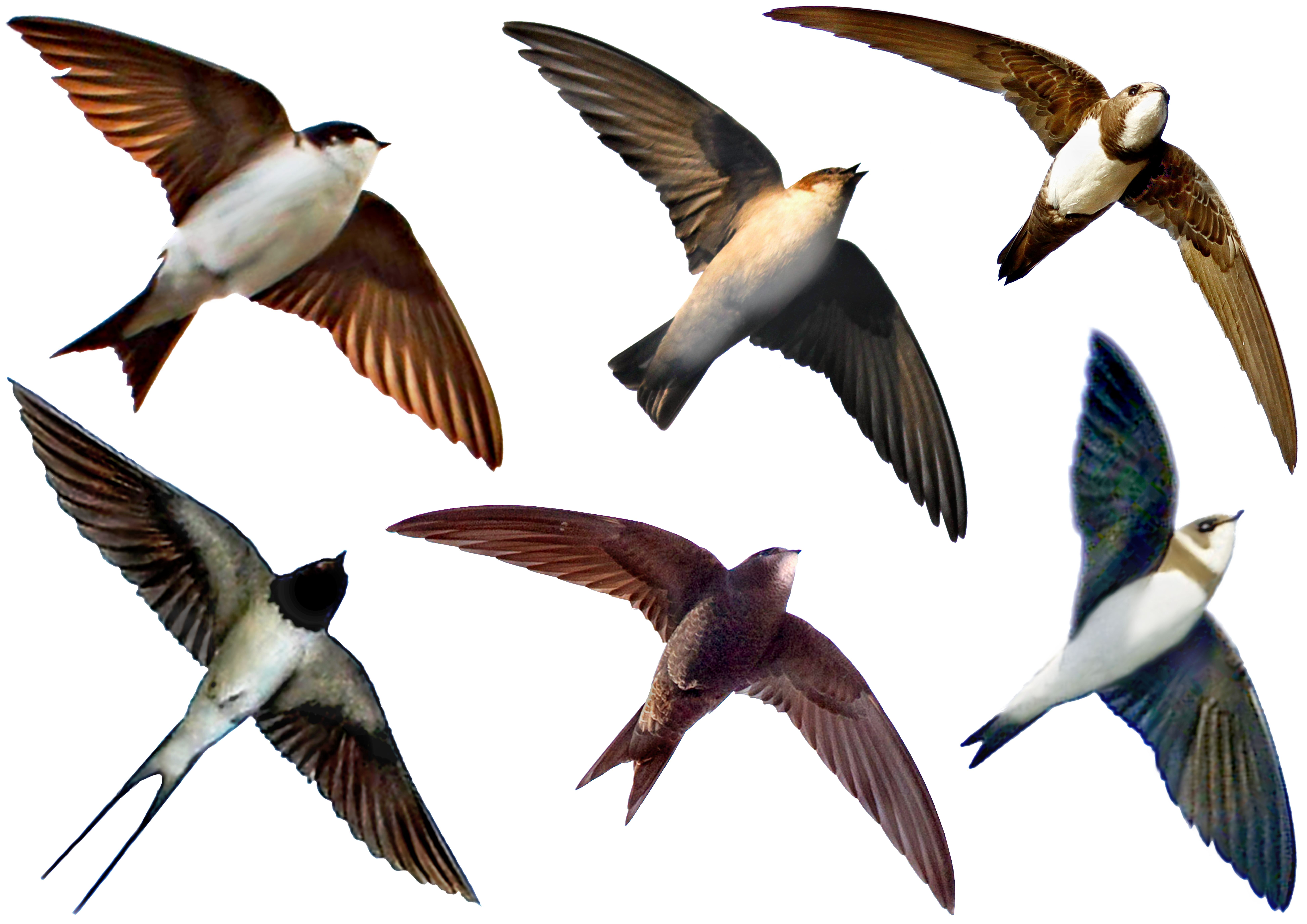
Rondine montana e uccelli simili a confronto: 1) Delichon urbicum - BALESTRUCCIO, 2) Ptyonoprogne rupestris - RONDINE MONTANA, 3) Tachymarptis melba - RONDONE MAGGIORE, 4) Hirundo rustica - RONDINE, 5) Apus apus - RONDONE, 6) Riparia riparia - TOPINO

## Descrizione
Si può confondere con il topino, però è leggermente più grande, può raggiungere i 15 cm di lunghezza, ed i 22 grammi di peso. L'apertura alare è di 32–34 cm. Il dorso è di colore bruno uniforme. Le piume caudali presentano macchie bianche. La coda non è biforcuta. La parte inferiore delle ali è più scura. Il petto è di colore bruno più chiaro.

## Biologia

### Voce
Il canto è un leggero cicaleccio emesso durante il volo. Vi sono anche gridolini acuti o dei "trèk" duri e brevi

### Riproduzione
Al contrario delle altre rondini europee, non nidifica in colonie e a volte difende il suo territorio. Costruisce il nido nelle pareti rocciose, in una cavità o sotto uno strapiombo. Vi sono casi di nidificazione sopra delle costruzioni o sotto i ponti. Questo uccello montano non teme il freddo e trascorre solo qualche settimana fuori del sito di nidificazione.
La covata può essere di 2-5 uova bianche a macchie rosse. Fa 1-2 covata all'anno.

## Distribuzione e habitat
La rondine montana vive in Europa, Asia, ed Africa del Nord.
In Italia nidifica in primavera inoltrata, da maggio a ottobre, in zone di montagna, in habitat in cui è possibile fare il nido, dove ci sono edifici radi, o costoni rocciosi. La si può trovare anche nelle città. Caccia volentieri al di sopra dei corsi d'acqua.
Stanziale sulle alte Madonie (Sicilia) e quattro coppie svernano nella periferia del centro abitato di Petralia Sottana.